# Галска ружа
Галска ружа (лат. Rosa gallica), позната и као француска или провансалска ружа, је врста цветне биљке из породице ружа, пореклом из јужне и централне Европе, источно до Турске и Кавказа. Галска ружа је била једна од првих врста ружа које су узгајане у централној Европи. Родитељ је неколико важних сорти.

## Опис
Галска ружа је листопадни жбун који формира велике групације. Танке, равне бодљике су различите величине и учесталости код ове врсте. Листови су перасто сложени, са три до седам плавкасто-зелених листића. Цветови су скупљени један до четири заједно, на жлезданим педикулама. Сваки цвет има пет или више латица, понекад стварајући дупле венчиће. Цветови су мирисни и јарко ружичасти. Бокови су лоптасти до јајолики, пречника од 10 до 13 мм, наранџасте до браонкасте боје.
У области науке о храни, показало се да екстракт из  латица галске руже има својства која смањују упале и боре на људској кожи.

## Сорте групеGallica
Врсте галске руже и хибриди блиски по изгледу сматрају се групом сорти, руже групе Gallica. Њихово тачно порекло је обично непознато и могу бити укључене друге врсте. Лако се узгајају. Руже групе Gallicaделе вегетативне карактеристике врсте:
- формирање ниских жбунова,
- цвеће може бити једноструко, али најчешће је двоструко или полудупло,
- боје се крећу од беле (ретке) до розе и тамно љубичасте, и
- једном цветају.

## Апотекарска ружа
Биљке са полудвоструким тамноружичастим цветовима третиране су као сорта, под називом R. gallica var. officinalis, или као сорта R. gallica 'Officinalis'. Називају је и апотекарска ружа, гримизна ружа дамаскена или црвена ружа Ланкастера. То је окружни цвет Ланкашира. Сорта R. gallica var. officinalis 'Versicolor', са пругастим ружичастим цветовима, позната је и као Rosa mundi.
Имена Rosa gallica f. trigintipetala или Rosa 'Trigintipetala' се сматрају синонимима за ружу дамаскену.

## Култивација
Узгајали су је Грци и Римљани и обично се користила у средњовековним баштама. Све до 19. века то је била најважнија врста ружа која се гајила, а већина модерних европских сорти ружа има бар мали допринос галске руже у свом пореклу.
Галска ружа се лако узгаја на добро дренираном земљишту, на пуном сунцу. Може да преживи температуре до -25 °Ц.